# 가나 국립 박물관
국립 박물관 또는 가나 국립 박물관은 가나 아크라에 위치한 박물관이다. 1957년에 설립된 이곳은 가나 박물관 및 기념물 위원회 (GMMB)가 관리하는 6개의 박물관 중 가장 크고 오래된 박물관이다. 이 박물관은 2015년에 복원 공사를 위해 문을 닫았고, 2022년에 재개장했다.
박물관 소장품은 약 10,000개 이상의 유물로 구성되어 있다. 박물관에는 고고학, 민족지, 미술 분야의 유물들이 소장되어 있다. 박물관 내에는 도서관, 보존 연구소, 교육 홀이 모두 갖춰져 있다.

## 역사
박물관의 소장품은 찰스 서스턴 쇼가 설립한 아치모타 대학의 인류학 박물관에서 시작되었다. 이곳은 서아프리카 유물의 첫 번째 보존 장소였다. 이 소장품은 나중에 1940년에 가나 대학교에 기증되었고, 대부분의 유물은 이전되지 않았지만 결국 개관할 때까지 국립 박물관에 보관되었다.
박물관은 1957년 3월 5일 독립기념일 직전에 가나 독립 기념 행사의 일환으로 개관했다. 공식 개관은 마리나 공주가 거행했다. 박물관의 초대 관장은 A.W. 로렌스였다. 이 건물은 콰메 은크루마의 새로운 통일 국가 시민들의 내셔널리즘과 인식을 높이기 위한 캠페인의 일환이었다.

## 건축

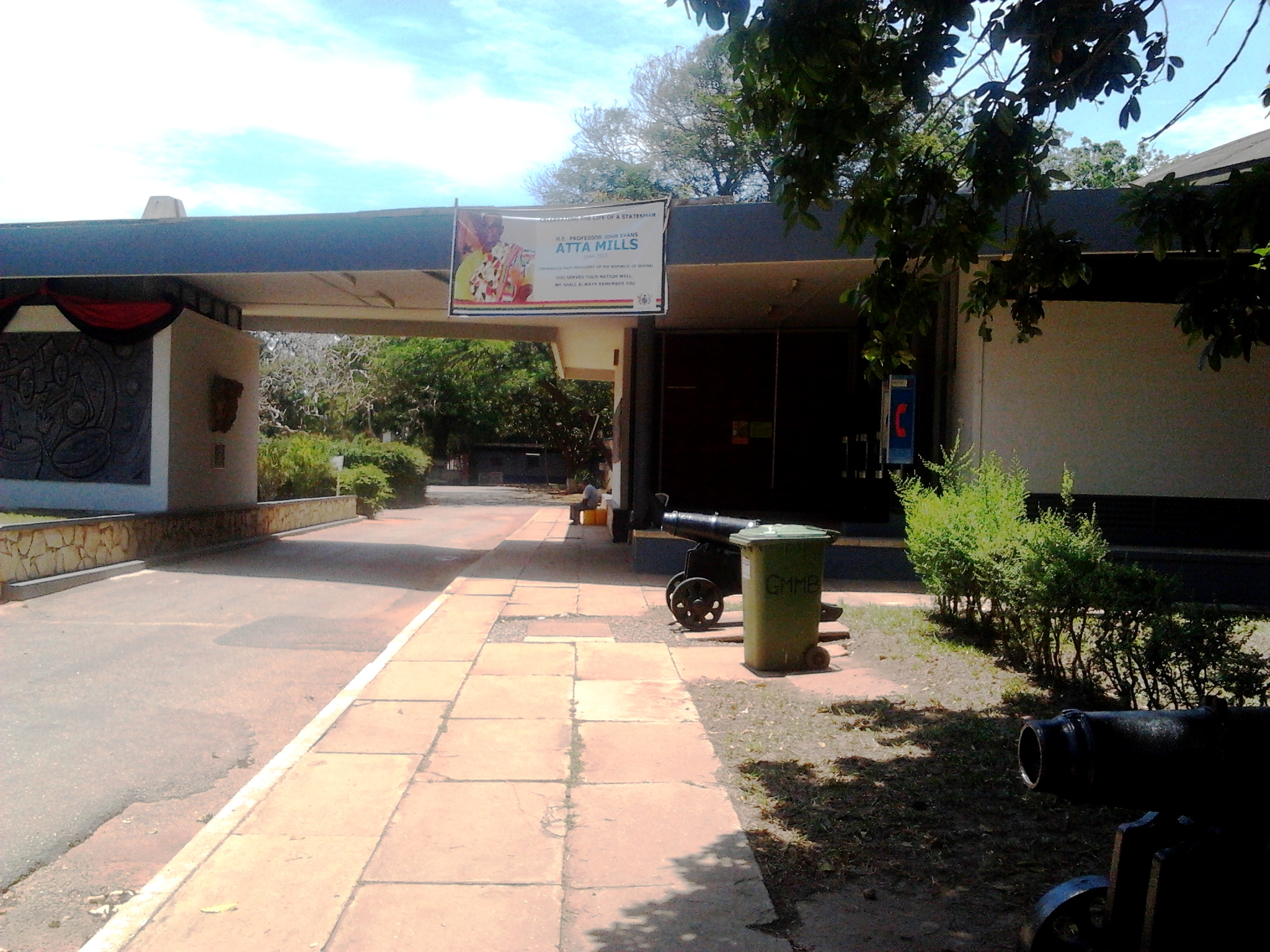
국립 박물관의 주 출입구

이 건물은 영국 건축가 데니스 라스둔과 린제이 드레이크의 도움을 받아 골드코스트 공공사업부에 의해 지어졌다. 콘크리트로 만들어졌으며, 창문은 외벽에 90도 각도로 톱니 모양으로 배치되어 있다. 포르트 코셰르를 지나면 주보랑 위에 낮은 접시 모양의 알루미늄 돔이 있고, 이 돔은 건물 나머지 부분으로 이어진다.

## 전시물
국립 박물관의 전시물은 선사 시대 아프리카, 가나 문화, 아프리카 역사와 같은 주제에 중점을 두었지만, 가나의 과거 중 문제가 되는 내용은 제외되었다. 대부분의 유물은 아칸족 영토 내 상업 채굴 지역에서 발견되었기 때문에 아칸족 유물이 많다. 1990년대에는 대서양 노예 무역의 역사에 대한 전시가 추가되었다.

## 같이 보기
- 가나의 박물관 목록